# DOS

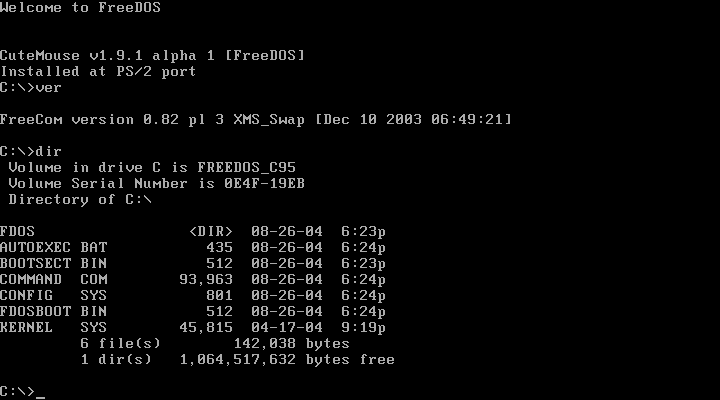
La sequenza di avvio di FreeDOS.

Il DOS (pronuncia italiana "dòs"), acronimo di Disk Operating System cioè "sistema operativo a disco, è una famiglia di sistemi operativi molto utilizzata per il mercato dei personal computer IBM compatibili fra l'inizio degli anni '80 e la metà degli anni '90 (o fino a circa il 2000 se si includono le versioni della famiglia Microsoft Windows 9x, ovvero Windows 95, 98 e ME, che sono basate parzialmente sul DOS e lo incorporano). Il più diffuso sistema della famiglia era l'MS-DOS, lanciato dalla Microsoft nel 1981, seguito da PC DOS lanciato da IBM sempre nel 1981 e da diversi altri DOS compatibili usciti più tardi.

## Famiglia
Fra i molti prodotti che ne utilizzano il nome ci sono il MS-DOS di Microsoft, la versione di IBM PC DOS, DR-DOS, FreeDOS, PTS-DOS, ROM-DOS, JM-OS e molti altri. Malgrado la grande diffusione di alcune versioni, nessuna fu chiamata ufficialmente solo "DOS". Il termine è però comunemente utilizzato come abbreviazione per ciascuno di essi.
Non fa parte della famiglia una quantità di sistemi operativi su disco, totalmente estranei a quelli sin qui menzionati e per microcomputer non-x86, che possiede la parola "DOS" nel nome, in quanto sigla del termine generico disk operating system. Mentre molti di questi sistemi forniscono essenzialmente le stesse funzioni per le loro rispettive piattaforme hardware, i programmi in esecuzione su ognuno di essi non potranno essere eseguiti su nessun altro sistema DOS.

## Struttura
Tutti i sistemi operativi di tipo DOS vengono eseguiti su macchine con processori Intel x86 o con CPU compatibili, solitamente IBM PC e compatibili. Inizialmente, il DOS non era ristretto a queste ultime; versioni dipendenti dal sistema di DOS e sistemi operativi simili furono prodotti per molti sistemi non-IBM-compatibili basati su processori x86 In particolare, il predecessore del DOS-C, DOS/NT funzionava su CPU Motorola 68000.
DOS è un sistema operativo monoutente monotask con funzionalità del kernel di base e funzioni non-rientranti: ciò significa che può essere usato solo un singolo programma alla volta. L'unica eccezione consiste nei programmi TSR (ndt. Terminate and Stay Resident = termina e rimani residente) tramite alcuni di essi è possibile effettuare una forma semplificata di multitasking. Ad ogni modo questa struttura semplificata e non rientrante pone dei grossi limiti ai programmi: per esempio la chiamata di un processo a una funzione del sistema operativo (system call) non può essere interrotta dalla chiamata di un altro processo, finché la prima non si è esaurita.
Il kernel del DOS fornisce diverse funzioni ai programmi: per la visualizzazione dei caratteri sullo schermo, la lettura dei caratteri dalla tastiera, per l'accesso ai file su disco rigido, ecc.

## Software

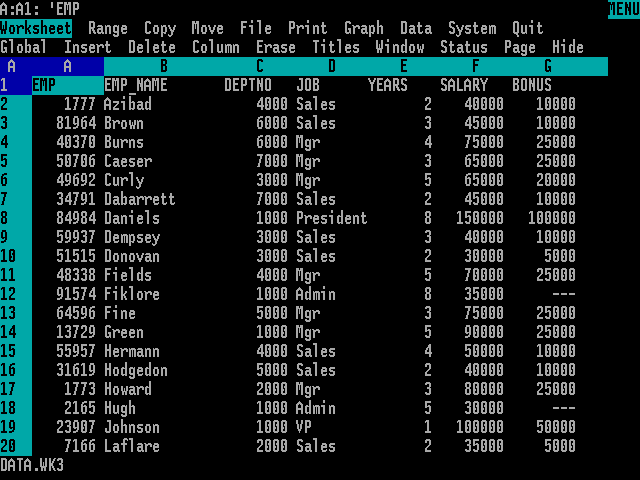
Schermata di Lotus 1-2-3 2.2

Quando il PC IBM arrivò sul mercato nel 1981 non c'era molto software disponibile per DOS. La IBM istituì un dipartimento dedicato alla pubblicazione di software per PC e cercava programmatori per rafforzare la libreria di programmi, mentre il mercato aziendale era allora dominato da software per CP/M. Naturalmente tutto cambiò man mano che durante gli anni '80 i PC e il DOS divennero lo standard da ufficio. Molti dei primi programmi che resero grande il PC non nacquero originariamente per DOS, ma furono convertiti da altre piattaforme; inizialmente il software non portò grande innovazione, ma il PC decollò soprattutto grazie alla buona reputazione dell'IBM.
Di seguito i prodotti più importanti dei primi anni:
- VisiCalc, il primo foglio elettronico del mondo, nato su Apple II nel 1979, fu un titolo di lancio del PC, molto usato inizialmente per pubblicizzarlo. Presto fu superato da concorrenti più potenti come Multiplan e Lotus 1-2-3.
- WordStar, programma di punta della videoscrittura già dal 1978. I tasti funzione del PC ne migliorarono il sistema di controllo, precedentemente basato su complicate combinazioni di Control. A metà anni '80 fu superato da WordPerfect e Microsoft Word, facenti parte di suite da ufficio più ampie e meglio supportate.
- Lotus 1-2-3 del 1983, foglio elettronico che, sebbene preceduto da VisiCalc, rese il PC il sistema dominante in questo campo. Integrò anche le funzioni di database e grafici. Era venduto anche in combinazione con dBase e WordPerfect; per un po' negli anni '80 i tre divennero i programmi da ufficio per antonomasia. Lotus 1-2-3 fu un successo nell'era del DOS, ma fallì poi nel passaggio a Windows.
- Microsoft BASIC, linguaggio di programmazione, importante negli anni '80 soprattutto per i programmatori principianti, mentre Pascal era più diffuso nel professionismo e COBOL nel campo degli affari.[4]

Con l'affermarsi di Windows 95 sui PC il software per DOS è stato gradualmente soppiantato. Windows 95 mantenne comunque la retrocompatibilità con buona parte del software per DOS, possibilmente anche con maggiore velocità di esecuzione. Windows 98 include la possibilità di avviare il computer in vera modalità MS-DOS, senza necessità di un disco di avvio. In seguito il supporto per i programmi DOS su Windows è praticamente scomparso. Il più noto emulatore di DOS sui sistemi moderni è DOSBox.

### Videogiochi

Sequenza del gioco Prince of Persia (1990) su DOS con scheda video VGA

Rispetto ai contemporanei home computer, il PC nacque come sistema costoso e rivolto all'uso serio e professionale, ma nella sua lunga evoluzione divenne anche un'importante piattaforma da videogiochi.
La maggior parte dei giochi per PC si eseguivano in ambiente DOS, finché non venne soppiantato da Windows 95 a fine anni '90. In oltre 15 anni di attività uscirono migliaia di buoni giochi per DOS. Rispetto ad altri sistemi del passato, il DOS fu particolarmente longevo, perché le capacità dei PC cambiarono molto nel tempo, tanto da sembrare una serie di piattaforme diverse.
Notare che, fino ai tardi anni '80, uscirono oltre 200 giochi per PC che erano PC booter, ossia avviano direttamente l'hardware del PC senza sistema operativo, quindi non sono tecnicamente giochi per DOS.
Molti dei primi giochi commerciali erano conversioni da altre piattaforme, e per gli editori affermati erano un'attività secondaria. Poiché gli utenti erano generalmente più adulti rispetto ad altri sistemi e le capacità di animazione e colore erano limitate, inizialmente si produssero soprattutto giochi di generi più impegnati, come strategia, avventura e simulazione. Tra i primi produttori di rilievo a supportare i PC ci furono Sierra Online e Strategic Simulations.
In Nordamerica il PC ebbe fin dall'inizio una certa produzione di videogiochi; in Europa passò più tempo prima che si arrivasse al mercato domestico, grazie ai PC compatibili a prezzi più abbordabili, ma a quel punto si poté partire già con una buona base di software ludico per DOS di origine americana. Nel frattempo altri produttori anche europei iniziarono a produrre versioni DOS dei loro giochi, e alla fine del decennio molti consideravano ormai il mercato dei giochi per PC importante quanto quello dell'Amiga o dell'Atari ST (computer a 16 bit come il PC, ma più economici e orientati al gioco). Tuttavia la maggior forza del PC restava ancora nel software professionale, mentre per portarlo al livello di un Amiga o ST come macchina da gioco era necessario spendere molto denaro nella configurazione hardware. Il PC quindi a fine anni '80 era ancora visto come macchina adatta a un utilizzo misto professionale e videoludico, non conveniente per il solo uso videoludico.
All'inizio degli anni '90 però i PC di buon livello entrarono anche nella fascia meno costosa del mercato; ci fu il definitivo declino degli home computer e i PC iniziarono a dominare il mondo dei videogiochi per computer, mentre le console dominarono il mercato più infantile.
L'evoluzione tecnologica dei PC, che li rese tra l'altro sempre più adatti a eseguire giochi, fu favorita dal loro hardware modulare che permette aggiornamenti parziali senza cambiare tutta la macchina.
Le schede grafiche, retrocompatibili, passarono gradualmente dalle prime Hercules monocromatiche o CGA a 4 colori (1981), alle EGA a 16 colori (1984), e alle VGA a 256 colori (1987). Mancarono sempre funzionalità specifiche per giochi come gli sprite hardware, ma con l'eccellente colore del VGA il PC iniziò a superare gran parte delle piattaforme contemporanee. Infine con il SVGA alcuni giochi introdussero l'alta definizione, sebbene a volte il supporto delle schede grafiche divenne problematico perché non c'era più uno standard unico.
Per quanto riguarda l'audio, l'altoparlantino del PC standard lasciava molto a desiderare nel campo dei giochi, perciò apparvero sul mercato le schede sonore, spesso comprensive di una porta giochi. La Sound Blaster, compatibile con AdLib, divenne la più diffusa, e la Gravis Ultrasound fu un'altra delle migliori dell'era DOS. Mancava però uno standard, per cui ogni gioco poteva supportare o meno ciascun modello.
A metà anni '80 si può collocare l'affermazione di una seconda generazione di PC, basata su processori 286 e scheda video EGA. Anche il disco rigido divenne comune, e iniziò a essere un requisito di sistema per la maggior parte dei giochi.
Una terza generazione basata su processore 386 offriva grande velocità e all'inizio degli anni '90 anche modelli con prezzi di fascia bassa. Il PC era ormai diventato una delle piattaforme da gioco più importanti. Grandi giochi dei primi '90 come Wolfenstein 3D, Monkey Island e Dune II nacquero per DOS e furono poi convertiti alle altre piattaforme, invertendo la tendenza dei primi anni. Un 386 con VGA e scheda audio era il sistema di più alto livello in circolazione, per il gioco di stile serio. Si stava affermando anche il CD-ROM.
Con i successivi PC a processori 486 e Pentium, che conclusero l'era DOS, migliorarono soprattutto le capacità 3D e i filmati multimediali.
La retrocompatibilità su PC fu sempre considerata importante. Tuttavia un problema che ci fu per tutta l'era DOS è che certi vecchi giochi diventavano ingiocabili perché troppo veloci quando eseguiti su PC più avanzati. Alcuni modelli di PC, proprio per ridurre questo problema, introdussero un pulsante "Turbo" che (nonostante il nome) rallenta l'esecuzione.
Oltre ai mouse si diffusero i joystick per PC, perlopiù di tipo analogico, adatti ai simulatori di volo. Anche questo tipo di periferica aveva il problema della velocità sopra citato, perciò molti giochi includono una funzione di calibrazione del joystick. Comunque quasi tutti i giochi hanno sempre supportato l'uso della tastiera; non tutti infatti si dotavano di joystick, anzi certi PC non avevano nemmeno la porta per il joystick.
Un certo numero di giochi per PC sfruttarono i primi Windows 3.x anziché il DOS, ma finché non divennero comuni Windows 95 e i processori Pentium, la maggior parte restavano puri giochi DOS anche se eseguiti da Windows.
Il passaggio definitivo da DOS a Windows 95 fu graduale e per un certo periodo si giocava un misto di giochi DOS e giochi Windows.
La rivista The Games Machine, in una selezione di 10 giochi rappresentativi della piattaforma, ricorda Ultima VII: The Black Gate, Doom, King's Quest IV: The Perils of Rosella, Ultima Underworld, David Wolf: Secret Agent, Vette!, Neverwinter Nights, Dune II, Syndicate, UFO: Enemy Unknown. Retro Gamer considera otto importanti giochi per DOS King's Quest I: Quest for the Crown, The Secret of Monkey Island, Wing Commander, Wolfenstein 3D, Dune II, Duke Nukem 3D, Fallout, Grand Theft Auto.
Nel complesso, le raccolte più grandi riportano oltre 7000 giochi pubblicati per DOS (o per MS-DOS, i due nomi sono usati in modo equivalente; spesso vengono inclusi anche i PC booter).
Nel numero sono compresi anche molti titoli shareware e freeware. Di questi ne esistono probabilmente altre migliaia, mentre i titoli commerciali sono in gran parte già censiti.